# Chae Bin
Chae Bin (nascida em 22 de agosto de 1997) é uma atriz sul-coreana, conhecida como segunda Moon Geun-young devido à sua maturidade e atuação de forma consistente, Chae antes chamou a atenção do telespectador pela sua atuação na série de televisão Kim Su-ro, The Iron King (2010).